# Nhà Grailly
Nhà Grailly (tiếng Pháp: Maison de Grailly; tiếng Anh; House of Grailly) là một gia đình quý tộc đến từ Pays de Gex, gia tộc này nổi lên trong giới quý tộc miền Nam nước Pháp thông qua các cuộc hôn nhân. Họ có nguồn gốc từ vùng Hồ Geneva ở Bá quốc Savoia, ngày nay là Thụy Sỹ. Jean I de Grailly có lẽ là một phần của đoàn tùy tùng Peter II, Bá tước xứ Savoia, có cháu gái kết hôn với Vua Henry III của Anh. Jean nhận được sự ưu ái của hoàng gia từ Vua Edward I của Anh và được ban tước vị Tử tước xứ Benauges. Các thế hệ sau của ông đã tiếp nhận các ngai vàng Bá quốc Foix, Công quốc Nemours và Vương quốc Navarre.